# Eivind Hofstad Evjemo
Eivind Hofstad Evjemo (né le 3 juin 1983 à Levanger) est un écrivain norvégien.
Il fait des études de littérature comparée à l’université d’Oslo et suit le cursus de création littéraire de l’Université de Göteborg (Suède). Son premier roman paraît en 2009. Il vit actuellement à Oslo. Depuis plusieurs années il milite au sein de l’ONG Joy, qui s’occupe d’enfants handicapés dans les anciennes républiques soviétiques.

## Prix et distinctions
- Prix Tarjei Vesaas du premier livre (Tarjei Vesaas’ debutantpris[1]), 2009, pour Vekk meg hvis jeg sovner
- Prix des jeunes lecteurs (Ungdommens kritikerpris[2]), 2013, pour Det siste du skal se er et ansikt av kjærlighet
- Prix Bjørnson[3] (Bjørnsonstipendet), 2013, récompensant son écriture « empathique, poétique et ample »

## Traductions en français
- Vous n’êtes pas venus au monde pour rester seuls, titre original Velkommen til oss, traduit du norvégien par Terje Sinding, Paris, éditions Grasset, 2017[4],  304 p.  (ISBN 978-2-246-86365-6)